# Rammeihippus
Rammeihippus is een geslacht van rechtvleugeligen uit de familie veldsprinkhanen (Acrididae). De wetenschappelijke naam van dit geslacht is voor het eerst geldig gepubliceerd in 1996 door Woznessenskij.

## Soorten
Het geslacht Rammeihippus omvat de volgende soorten:
- Rammeihippus dinaricus Götz, 1970
- Rammeihippus turcicus Ramme, 1939